# Tirljan-Staudamm
Der Tirljan-Staudamm (russisch Плотина Тирлянского водохранилища) ist ein Staudamm in der Teilrepublik Baschkortostan (Baschkirien), Rajon Belorezk im Südural in Russland. Am 7. August 1994 kam es zu einem Bruch des Damms, der zu einer Flutwelle in vier benachbarten Ortschaften einschließlich des Kreiszentrums Belorezk führte.
Der Staudamm war ein Erdschüttdamm von rund 10 m Höhe und vor 1917 bei dem Dorf Tirljanski gebaut worden. Der gestaute Fluss Tirljan, nach dem der Damm benannt wurde, ist ein Nebenfluss der Belaja. In dieser karstigen Kalkstein-Landschaft wechseln sich Trockenheiten mit starken, unvorhersehbaren Niederschlägen in kurzer Zeit ab. Der Staudamm war mit 10 m Höhe verhältnismäßig klein; der Stausee enthielt 8,6 Millionen m³ Wasser.
Bei einem starken Regen, der vom 5. bis zum 8. August dauerte, wurde der Damm überflutet und weggespült. Unmittelbar verantwortlich für den Bruch waren Segmentwehrverschlüsse, die nicht funktionierten und sich deshalb nicht öffnen ließen.
Von der Flutwelle betroffen waren die Orte Tirljanski, Schuschpa, Kataika und Belorezk. Es gab 29 Tote, 786 Obdachlose und einen Sachschaden in Höhe von 52,3 Milliarden Rubel (entsprach damals rund 22,8 Millionen US-Dollar).